# Polystichum aculeatum
Polystichum aculeatum là một loài thực vật có mạch trong họ Dryopteridaceae. Loài này được (L.) Schott miêu tả khoa học đầu tiên năm 1834.

## Hình ảnh

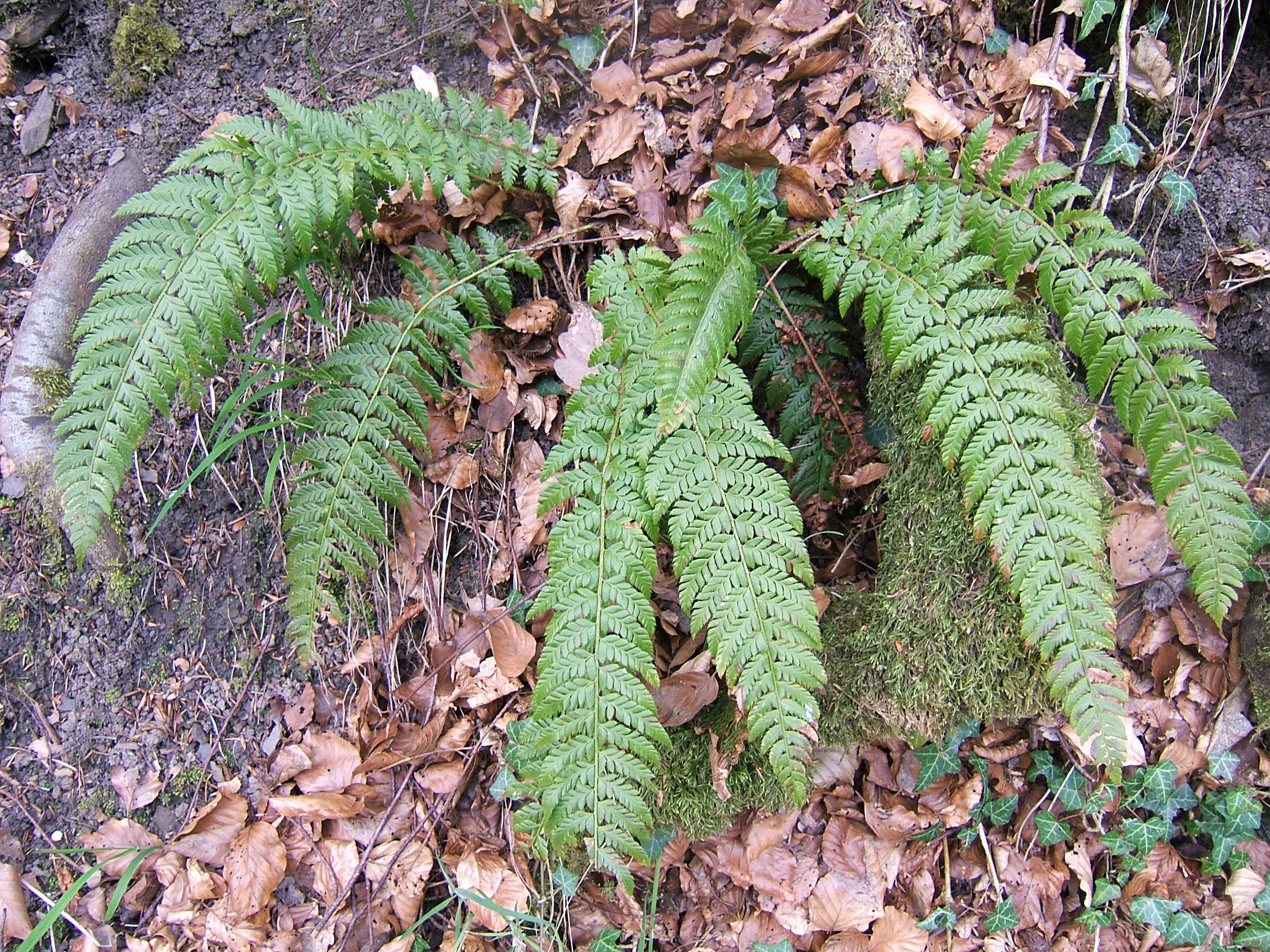
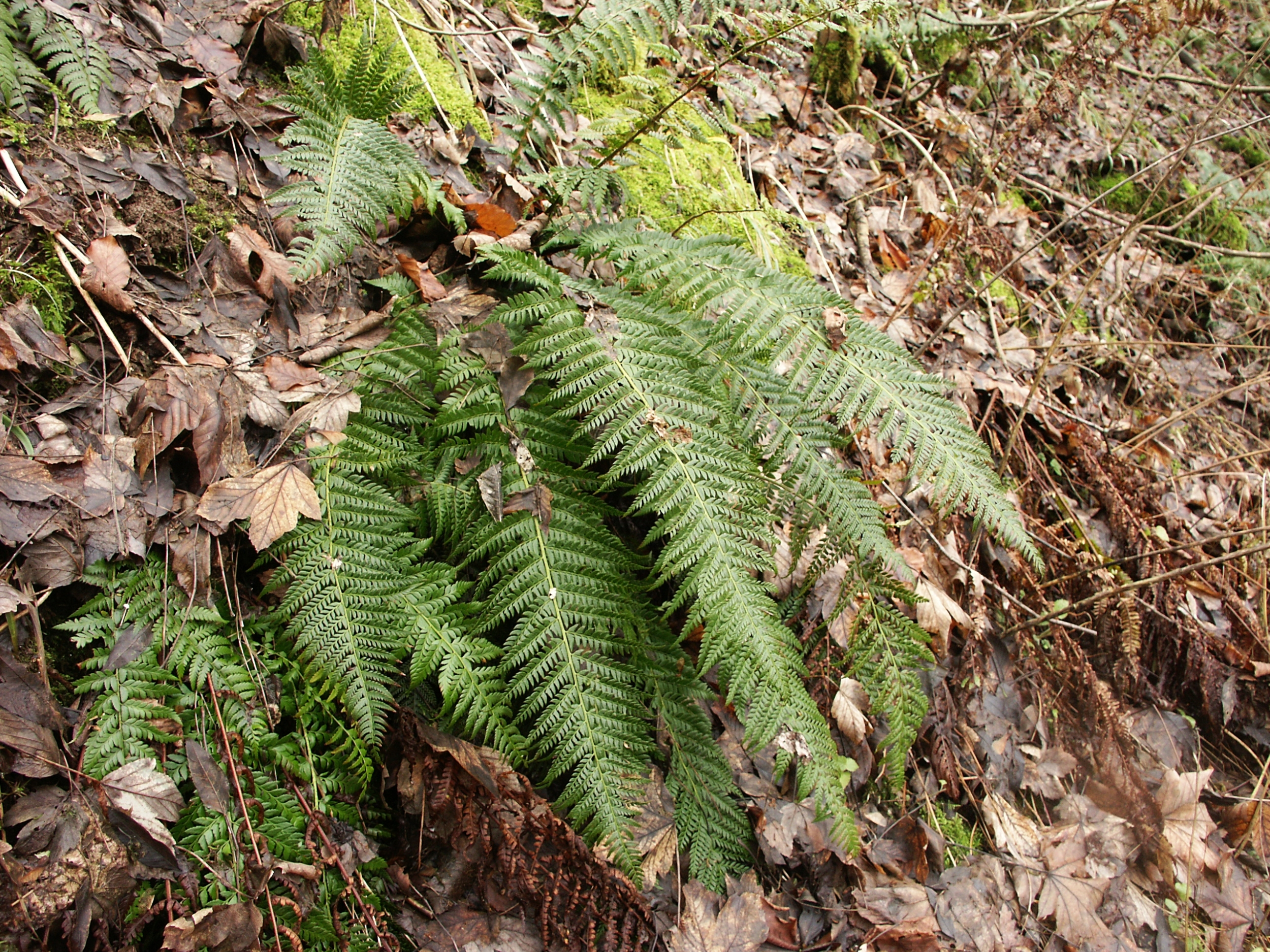
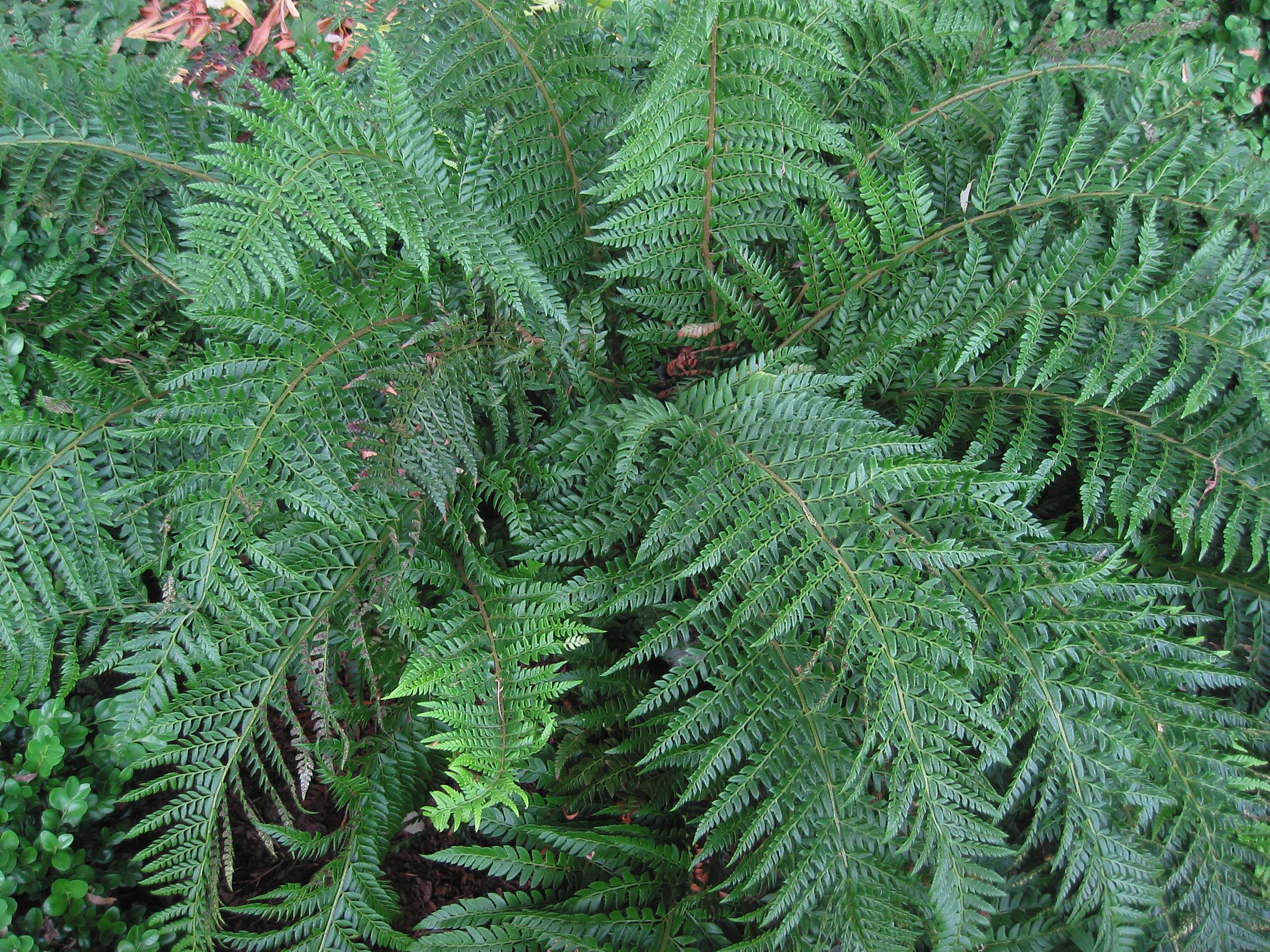
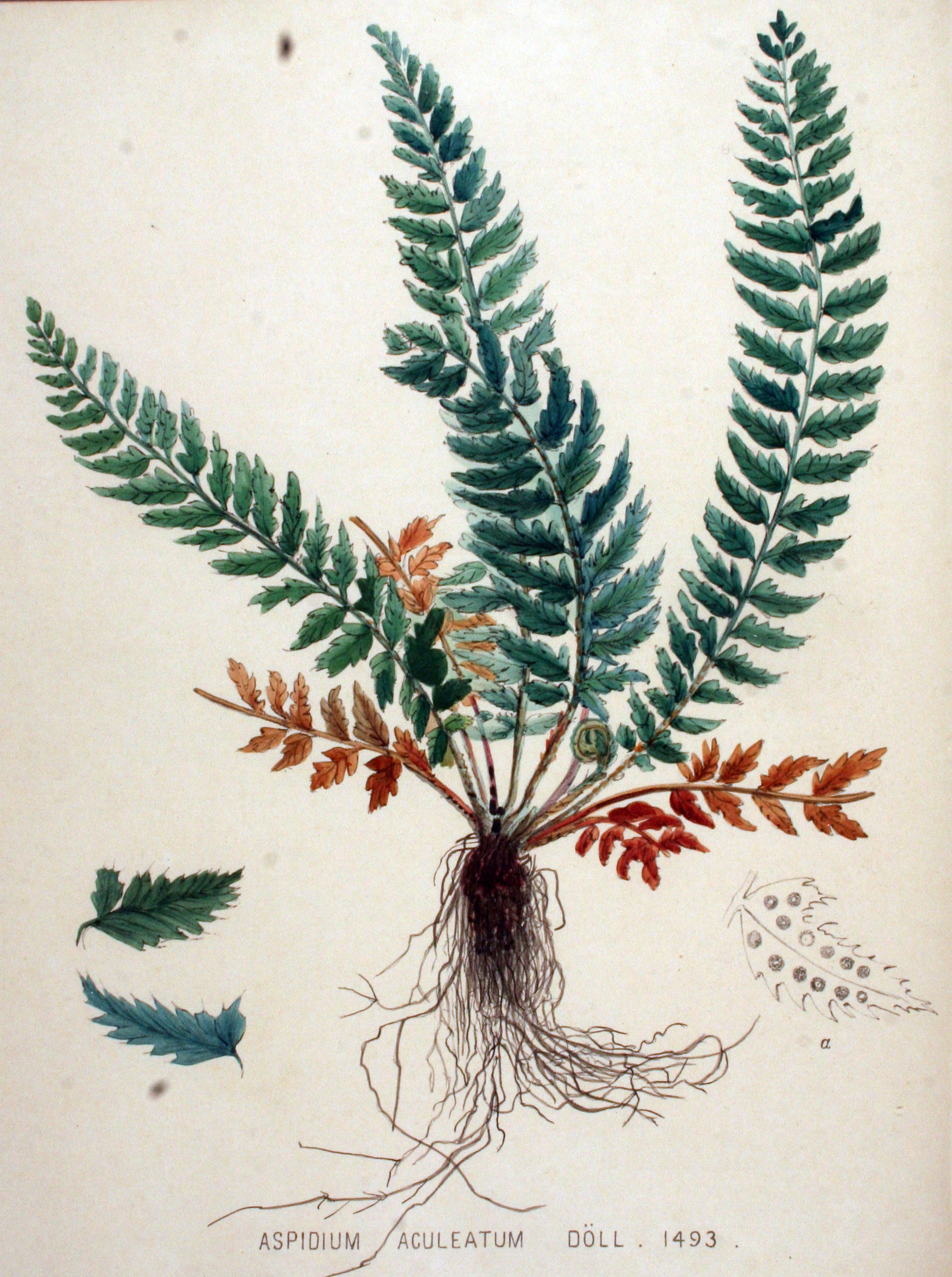